# Gournay-en-Bray
Gournay-en-Bray ist eine französische französische Kleinstadt mit 5834 Einwohnern (Stand 1. Januar 2022) im Département Seine-Maritime in der Region Normandie. Sie gehört zum Arrondissement Dieppe.
Die Stadt liegt am Ufer des Flusses Epte, ungefähr 90 km nordwestlich von Paris, etwa auf halbem Weg zwischen der französischen Hauptstadt und der Hafenstadt Dieppe.
Die Bewohner von Gournay-en-Bray nennen sich selbst „Gournaisiens“.

## Bauwerke
- Collégiale Saint Hildevert, die Stiftskirche Saint Hildevert stammt aus dem 11./12. Jahrhundert
- Le couvent des Capucins, die Ursprünge dieses Kapuzinerklosters reichen zurück ins Jahr 1642
- Le Porte de Paris (Pariser Tor) mit den 1778 bis 1780 unter Louis XVI errichteten Gebäuden
- La halle au beurre – Le Kursaal; auf die 1821 errichtete Halle wurde 1930 der Kursaal gebaut.
- Place Nationale, Platz mit Brunnen aus dem Jahr 1779, seit 1380 als Marktplatz genutzt

## Partnergemeinden
- Hailsham in East Sussex, England
- Remshalden in Baden-Württemberg, Deutschland